# Gran Premio de los Países Bajos de Motociclismo de 1980
El Gran Premio de los Países Bajos de Motociclismo de 1980 fue la quinta prueba de la temporada 1980 del Campeonato Mundial de Motociclismo. El Gran Premio se disputó el 28 de junio de 1980 en el Circuito de Assen.

## Resultados 500cc
En la categoría reina, el piloto holandés Jack Middelburg obtuvo su primer éxito del Mundial a bordo de la Yamaha, después de habe obtenido la pole position. El piloto se cerró con dos italianos Graziano Rossi y Franco Uncini, ambos con Suzuki.
En la clasificación general, sigue al mando el estadounidense Kenny Roberts, que se retiró en esta carrera después de tres victorias consecutivas, con Graziano Rossi y Randy Mamola como segundo y tercero respectivamente.
| Pos.     | Piloto            | Equipo      | Tiempo     | Pts. |
| -------- | ----------------- | ----------- | ---------- | ---- |
| 1        | Jack Middelburg   | Yamaha      | 48'22"0    | 15   |
| 2        | Graziano Rossi    | Suzuki      | + 14"0     | 12   |
| 3        | Franco Uncini     | Suzuki      | + 15"8     | 10   |
| 4        | Boet van Dulmen   | Yamaha      | + 29"4     | 8    |
| 5        | Randy Mamola      | Suzuki      | + 29"5     | 6    |
| 6        | Johnny Cecotto    | Yamaha      | + 32"8     | 5    |
| 7        | Patrick Fernandez | Yamaha      | + 1 Vuelta | 4    |
| 8        | Graeme Crosby     | Suzuki      | + 1 Vuelta | 3    |
| 9        | Henk de Vries     | Suzuki      | + 1 Vuelta | 2    |
| 10       | Patrick Pons      | Yamaha      | + 1 Vuelta | 1    |
| 11       | Jeffrey Sayle     | Yamaha      | + 1 Vuelta |      |
| 12       | Willem Zoet       | Suzuki      | + 1 Vuelta |      |
| 13       | Markku Matikainen | Yamaha      | + 1 Vuelta |      |
| 14       | Michel Rougerie   | Suzuki      | + 1 Vuelta |      |
| 15       | Dave Potter       | Yamaha      | + 1 Vuelta |      |
| 16       | Mick Grant        | Suzuki      | + 1 Vuelta |      |
| 17       | Steve Parrish     | Suzuki      | + 1 Vuelta |      |
| 18       | Dale Singleton    | Yamaha      | + 1 Vuelta |      |
| 19       | Wil Hartog        | Suzuki      | + 1 Vuelta |      |
| Ret      | Philippe Coulon   | Suzuki      | Ret        |      |
| Ret      | Marco Lucchinelli | Suzuki      | Ret        |      |
| Ret      | Kenny Roberts     | Yamaha      | Ret        |      |
| Ret      | Michel Frutschi   | Yamaha      | Ret        |      |
| Ret      | Carlo Perugini    | Suzuki      | Ret        |      |
| Ret      | Barry Sheene      | Yamaha      | Ret        |      |
| Ret      | Takazumi Katayama | Suzuki      | Ret        |      |
| Ret      | Jon Ekerold       | Solo-Yamaha | Ret        |      |
| Ret      | Werner Nenning    | Suzuki      | Ret        |      |
| Ret      | Hubert Rigal      | Yamaha      | Ret        |      |
| Ret      | Christian Estrosi | Suzuki      | Ret        |      |
| DNQ      | Dick Alblas       | Suzuki      | DNQ        |      |
| DNQ      | Sergio Pellandini | Suzuki      | DNQ        |      |
| DNQ      | Masaru Iwasaki    | Suzuki      | DNQ        |      |
| DNQ      | Dennis Ireland    | Suzuki      | DNQ        |      |
| DNQ      | Raymond Roche     | Yamaha      | DNQ        |      |
| DNQ      | Gustav Reiner     | Suzuki      | DNQ        |      |
| DNQ      | Max Wiener        | Suzuki      | DNQ        |      |
| DNQ      | Josef Hage        | Suzuki      | DNQ        |      |
| DNQ      | Sadao Asami       | Suzuki      | DNQ        |      |
| DNQ      | Henk Twikkler     | Suzuki      | DNQ        |      |
| Sources: |                   |             |            |      |

## Resultados 350cc
En 350cc, por segunda vez en la temporada, el sudafricano Jon Ekerold con una Bimota-Yamaha se paseó hacia el triunfo mientras que su rival para la general, el venezolano Johnny Cecotto, quedó fuera de la zona de puntos quedando en vigésima posición. El podio se completó con el francés Patrick Fernandez y el alemán Anton Mang.
| Pos. | Piloto               | Moto          | Tiempo     | Pts. |
| ---- | -------------------- | ------------- | ---------- | ---- |
| 1    | Jon Ekerold          | Bimota-Yamaha | 48'41"7    | 15   |
| 2    | Patrick Fernandez    | Bimota-Yamaha | 48'54"4    | 12   |
| 3    | Anton Mang           | Kawasaki      | 48'55"00   | 10   |
| 4    | Jeffrey Sayle        | Yamaha        | 49'02"3    | 8    |
| 5    | Carlos Lavado        | Bimota-Yamaha | 49'24"4    | 6    |
| 6    | Jacques Cornu        | Yamaha        | + 1 Vuelta | 5    |
| 7    | Jean-François Baldé  | Kawasaki      | + 1 Vuelta | 4    |
| 8    | Thierry Espié        | Bimota-Yamaha | + 1 Vuelta | 3    |
| 9    | Graeme McGregor      | Yamaha        | + 1 Vuelta | 2    |
| 10   | Pekka Nurmi          | Yamaha        | + 1 Vuelta | 1    |
| 11   | René Delaby          | Yamaha        | + 1 Vuelta |      |
| 12   | Siegfried Minich     | Yamaha        | + 1 Vuelta |      |
| 13   | Hervé Guilleux       | But           | + 1 Vuelta |      |
| 14   | Toni Head            | Yamaha        | + 1 Vuelta |      |
| 15   | Alan North           | Yamaha        | + 1 Vuelta |      |
| 16   | Murray Sayle         | Yamaha        | + 1 Vuelta |      |
| 17   | Klaas Hernamdt       | Yamaha        | + 1 Vuelta |      |
| 18   | Rinus van Kasteren   | Yamaha        | + 1 Vuelta |      |
| 19   | Chas Mortimer        | Yamaha        | + 1 Vuelta |      |
| 20   | Johnny Cecotto       | Bimota-Yamaha | + 1 Vuelta |      |
| Ret  | Roland Freymond      | Yamaha        | Ret        |      |
| Ret  | Éric Saul            | Yamaha        | Ret        |      |
| Ret  | Walter Villa         | Yamaha        | Ret        |      |
| Ret  | Carlo Perugini       | RTM           | Ret        |      |
| Ret  | Didier de Radiguès   | Yamaha        | Ret        |      |
| Ret  | Jean-Louis Tournadre | Bimota-Yamaha | Ret        |      |
| Ret  | Massimo Matteoni     | Bimota-Yamaha | Ret        |      |
| Ret  | Mar Schouten         | Yamaha        | Ret        |      |
| Ret  | Sadao Asami          | Yamaha        | Ret        |      |
| Ret  | Graeme Geddes        | Yamaha        | Ret        |      |
| DNQ  | Graham Young         | Yamaha        | DNQ        |      |
| DNQ  | Roland Kopf          | Yamaha        | DNQ        |      |
| DNQ  | Marco Greco          | Yamaha        | DNQ        |      |

## Resultados 250cc
En el cuarto de litro, en un Gran Premio condicionado por el mal tiempo, la victoria fue para el venezolano Carlos Lavado que entró por delante del francés Éric Saul y el alamán Anton Mang, que se coloca al frente de la clasificación general.
| Pos. | Piloto                 | Moto             | Tiempo     | Pts. |
| ---- | ---------------------- | ---------------- | ---------- | ---- |
| 1    | Carlos Lavado          | Yamaha           | 48'50"5    | 15   |
| 2    | Éric Saul              | Yamaha           | 49'29"2    | 12   |
| 3    | Anton Mang             | Krauser-Kawasaki | 49'29"9    | 10   |
| 4    | Thierry Espié          | Yamaha           | 49'58"6    | 8    |
| 5    | Jean-Marc Toffolo      | Yamaha           | 50'23"5    | 6    |
| 6    | Eero Hyvärinen         | Yamaha           | 50'41"9    | 5    |
| 7    | Jean-François Baldé    | Kawasaki         | + 1 Vuelta | 4    |
| 8    | Didier de Radiguès     | Yamaha           | + 1 Vuelta | 3    |
| 9    | Clive Horton           | Cotton           | + 1 Vuelta | 2    |
| 10   | René Delaby            | Yamaha           | + 1 Vuelta | 1    |
| 11   | Klaas Hernamdt         | Yamaha           | + 1 Vuelta |      |
| 12   | Jacques Cornu          | Yamaha           | + 1 Vuelta |      |
| 13   | Chas Mortimer          | Cotton           | + 1 Vuelta |      |
| 14   | Bruno Kneubühler       | Yamaha           | + 1 Vuelta |      |
| 15   | Peter Looijesteijn     | Yamaha           | + 1 Vuelta |      |
| 16   | Kenny Blake            | Yamaha           | + 1 Vuelta |      |
| Ret  | Hans Müller            | Yamaha           | Ret        |      |
| Ret  | Roland Freymond        | Ad Maiora        | Ret        |      |
| Ret  | Alan North             | Yamaha           | Ret        |      |
| Ret  | Jean-Louis Tournadre   | Yamaha           | Ret        |      |
| Ret  | Mar Schouten           | Yamaha           | Ret        |      |
| Ret  | Jean-Louis Guignabodet | Kawasaki         | Ret        |      |
| Ret  | Rinus van Kasteren     | Yamaha           | Ret        |      |
| Ret  | Gianpaolo Marchetti    | MBA              | Ret        |      |
| Ret  | Sauro Pazzaglia        | Ad Maiora        | Ret        |      |
| Ret  | Loris Reggiani         | Yamaha           | Ret        |      |
| Ret  | Harald Bartol          | MBA              | Ret        |      |
| Ret  | Roger Sibille          | Yamaha           | Ret        |      |
| Ret  | Walter Villa           | Yamaha Adriatica | Ret        |      |
| Ret  | Graeme McGregor        | Cotton           | Ret        |      |
| DNQ  | Paolo Ferretti         | Yamaha           | DNQ        |      |
| DNQ  | Pekka Nurmi            | Yamaha           | DNQ        |      |
| DNQ  | Barry Smith            | Yamaha           | DNQ        |      |
| DNQ  | Graham Young           | Yamaha           | DNQ        |      |
| DNQ  | Bengt Elgh             | Yamaha           | DNQ        |      |
| DNQ  | August Auinger         | Yamaha           | DNQ        |      |

## Resultados 125cc
En el octavo de litro, el español Ángel Nieto obitnene el segundo triunfo de la temporada, por delante del francés Guy Bertin y el italiano Loris Reggiani. A pesar de la victoria, sigue comanda la general el italiano Pier Paolo Bianchi.
| Pos. | Piloto              | Moto         | Tiempo     | Pts. |
| ---- | ------------------- | ------------ | ---------- | ---- |
| 1    | Ángel Nieto         | Minarelli    | 46'59"5    | 15   |
| 2    | Guy Bertin          | Motobécane   | 47'13"4    | 12   |
| 3    | Loris Reggiani      | Minarelli    | 47'52"5    | 10   |
| 4    | Pier Paolo Bianchi  | MBA          | 48'20"4    | 8    |
| 5    | Harald Bartol       | MBA          | 48'21"7    | 6    |
| 6    | Ricardo Tormo       | MBA          | 48'26"8    | 5    |
| 7    | Bruno Kneubühler    | MBA          | 48'28"4    | 4    |
| 8    | Henk van Kessel     | Condor       | + 1 Vuelta | 3    |
| 9    | Matti Kinnunen      | MBA          | + 1 Vuelta | 2    |
| 10   | Anton Straver       | MBA          | + 1 Vuelta | 1    |
| 11   | Peter Looijesteijn  | MBA          | + 1 Vuelta |      |
| 12   | Gerhard Waibel      | MBA          | + 1 Vuelta |      |
| 13   | Jan Huberts         | Huvo         | + 1 Vuelta |      |
| 14   | Gert Bender         | Bender       | + 1 Vuelta |      |
| 15   | Peter van Niel      | Morbidelli   | + 1 Vuelta |      |
| 16   | Peter Baláž         | MBA          | + 1 Vuelta |      |
| 17   | Per-Edvard Carlsson | MBA          | + 1 Vuelta |      |
| 18   | Cees van Dongen     | Morbidelli   | + 1 Vuelta |      |
| Ret  | Hans Müller         | MBA          | Ret        |      |
| Ret  | Gianpaolo Marchetti | MBA          | Ret        |      |
| Ret  | Ivan Palazzese      | MBA          | Ret        |      |
| Ret  | August Auinger      | MBA          | Ret        |      |
| Ret  | Barry Smith         | MBA          | Ret        |      |
| Ret  | Stefan Dörflinger   | Morbidelli   | Ret        |      |
| Ret  | Thierry Noblesse    | MBA          | Ret        |      |
| Ret  | Patrick Hérouard    | MBA          | Ret        |      |
| Ret  | Gerhard Waibel      | MBA          | Ret        |      |
| Ret  | Rolf Blatter        | MBA          | Ret        |      |
| Ret  | Ernst Fagerer       | Morbidelli   | Ret        |      |
| DNQ  | Hagen Klein         | Hess Spezial | DNQ        |      |
| DNQ  | Martin van Soest    | MBA          | DNQ        |      |
| DNQ  | Jean-Claude Selini  | Morbidelli   | DNQ        |      |

## Resultados 50cc
Curiosamente el podio de la carrera de menor cilindrada fue igual a la del carrera precedente con el español Ricardo Tormo por delante del suizo Stefan Dörflinger y el italiano Eugenio Lazzarini.
| Pos. | Piloto             | Moto        | Tiempo     | Pts. |
| ---- | ------------------ | ----------- | ---------- | ---- |
| 1    | Ricardo Tormo      | Kreidler    | 33.46"0    | 15   |
| 2    | Stefan Dörflinger  | Kreidler    | 33'47"2    | 12   |
| 3    | Eugenio Lazzarini  | Iprem       | 34'02"     | 10   |
| 4    | Hans Spaan         | Kreidler    | 34'18"1    | 8    |
| 5    | Hans-Jürgen Hummel | Kreidler    | 34'19"6    | 6    |
| 6    | Theo Timmer        | Bultaco     | 34'20"9    | 5    |
| 7    | Henk van Kessel    | Pentax-X-16 | + 1 Vuelta | 4    |
| 8    | Rolf Blatter       | Kreidler    | + 1 Vuelta | 3    |
| 9    | Wolfgang Müller    | Kreidler    | + 1 Vuelta | 2    |
| 10   | Otto Machinek      | Kreidler    | + 1 Vuelta | 1    |
| 11   | Jacky Hutteau      | ABF         | + 1 Vuelta |      |
| 12   | Humphrey Siegel    | Kreidler    | + 1 Vuelta |      |
| 13   | Enrico Cereda      | Kreidler    | + 1 Vuelta |      |
| 14   | Jan Welvaarts      | Kreidler    | + 1 Vuelta |      |
| 15   | Cees van Dongen    | Kreidler    | + 1 Vuelta |      |
| 16   | Günter Schirnhofer | Kreidler    | + 1 Vuelta |      |
| 17   | Reiner Scheidhauer | Rupp        | + 1 Vuelta |      |
| 18   | Bertus Grinwis     | Kreidler    | + 1 Vuelta |      |
| 19   | Chris Baert        | Kreidler    | + 1 Vuelta |      |
| 20   | Walter Rapolani    | Kreidler    | + 1 Vuelta |      |
| 21   | Hagen Klein        | Horex       | + 1 Vuelta |      |
| 22   | Bruno di Carlo     | MDC         | + 1 Vuelta |      |
| Ret  | Ingo Emmerich      | Kreidler    | Ret        |      |
| Ret  | Rudi Oosting       | Kreidler    | Ret        |      |
| Ret  | Aldo Pero          | Kreidler    | Ret        |      |
| Ret  | Ramon Galí         | Bultaco     | Ret        |      |
| Ret  | Rudolf Kunz        | Kreidler    | Ret        |      |